# Журавель Петро Олексійович
Петро́ Олексі́йович Жураве́ль (нар. 5 січня 1901, Ганнівка (нині Петрівський район, Кіровоградська область) — 1976, Дніпропетровськ, УРСР) — радянський учений-гідробіолог, доктор біологічних наук (1951), професор (1952).

## Біографічні відомості
- У 1926 р. закінчив Дніпропетровський інститут народної освіти. Працював викладачем в інститутах Дніпропетровська і Семипалатинська (Казахська РСР).
- З 1944 р. — заступник директора, а з 1947 р. — директор інституту гідробіології Дніпропетровського університету. Вів дослідження в галузі фауни великих водоймищ. Опублікував понад 120 наукових праць.